# ブリッソノー・エ・ロッツ
ブリッソノー・エ・ロッツ（Brissonneau et Lotz）は、機関車と客車の製造に従事していたフランスの鉄道車両エンジニアリング企業である。同社はパリメトロ向けに鉄道車両を供給する企業でもあり、1951年には世界で初めてゴムタイヤ式地下鉄の車両を製造した。
ブリッソノー・エ・ロッツ社は、1972年にアルストム社に吸収合併された。ナントで創業され、主要な工場はその周辺にあったが、吸収合併される頃にはフランス各地に工場や事業所を持っていた。

## 自動車製造
1950年代のブリッソノー・エ・ロッツ社は、ルノー・4CVを基にしたカブリオレ型スポーツカーを1956年夏に発売し、この車の少量生産で自動車製造業に手を広げた。数年後の1958年から1959年にルノー社と同社の新しいスタイリッシュなフロリード (Floride) の組み立てを請け負ったことで、それまでの小規模な自動車工場を本格的な量産工場へ転換した。後にルノー・カラヴェル (Renault Caravelle) と改名されたフロリードは、1968年までこの工場で生産された。
ブリッソノー・エ・ロッツ社は、オペル社とオペル・GTのボディ製造の契約も締結した。
その他の車の少量生産は、労働争議の後の1996年に工場が閉鎖されるまで続いた。

## 製品

### 自動車

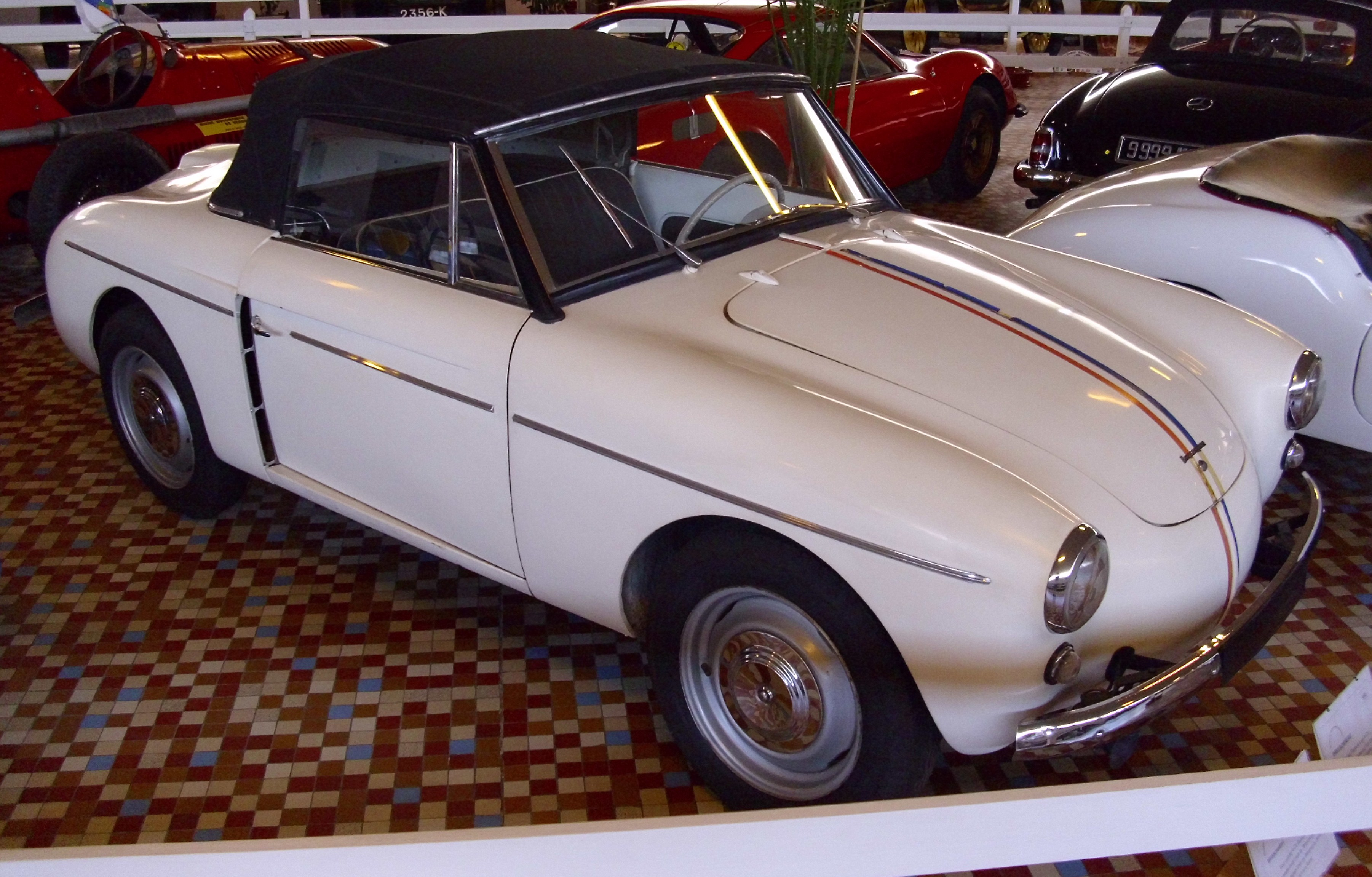
ブリッソノー・カブリオレ
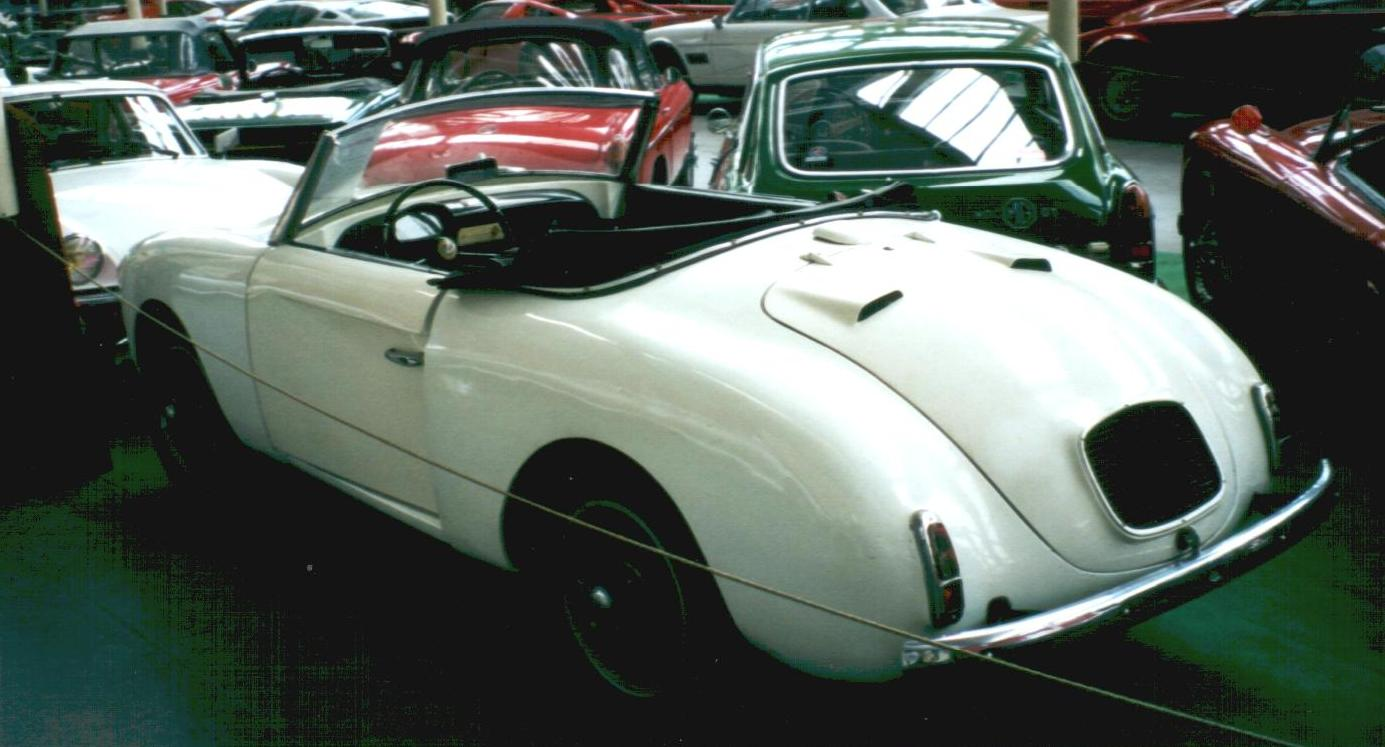
ブリッソノー・カブリオレ
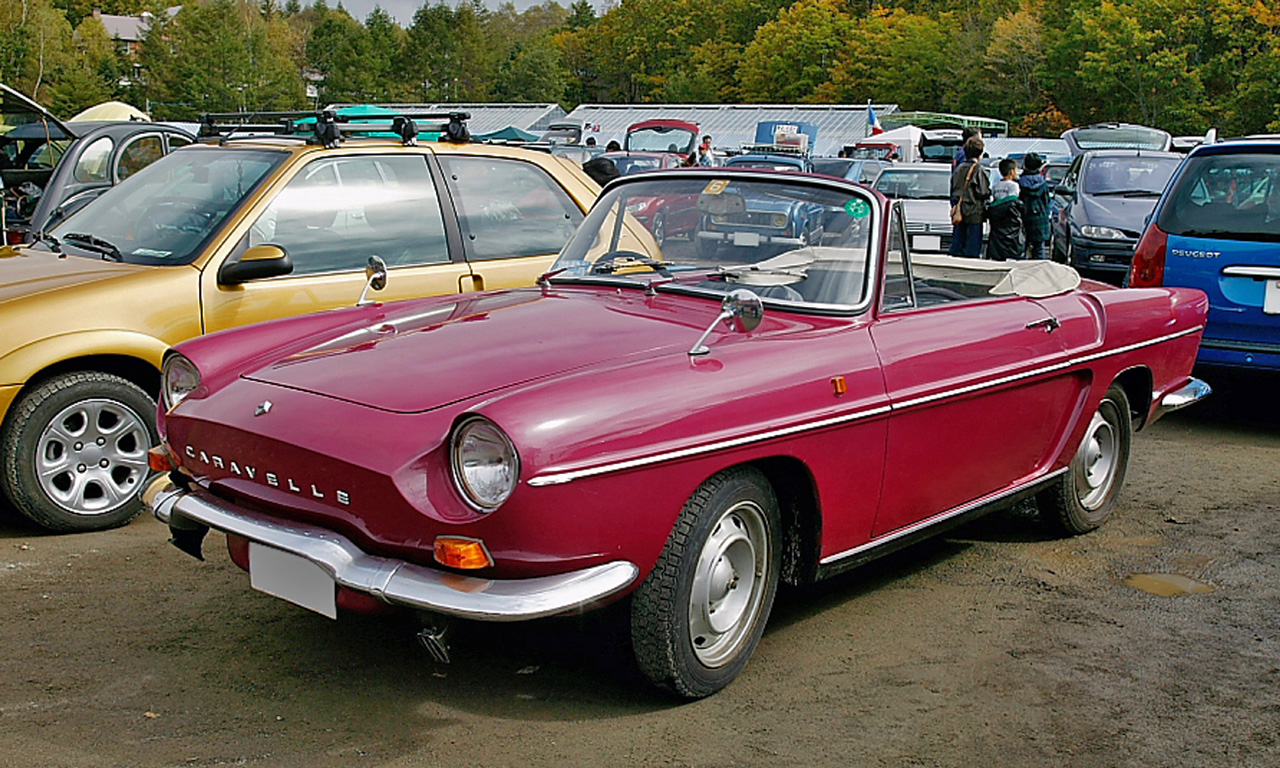
ルノー・カラベル
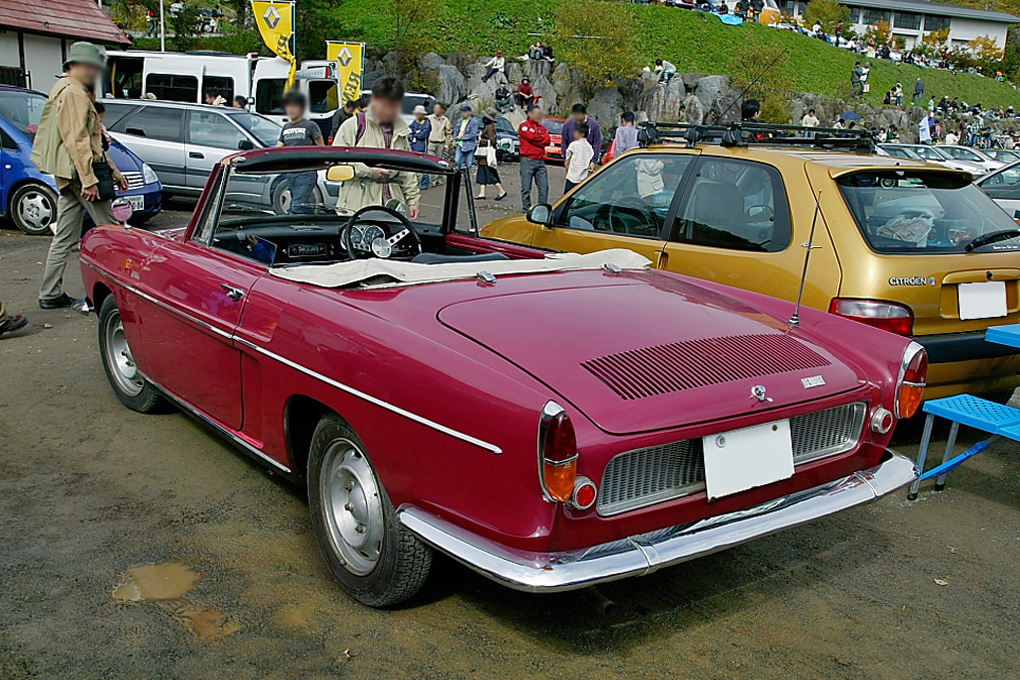
ルノー・カラベル
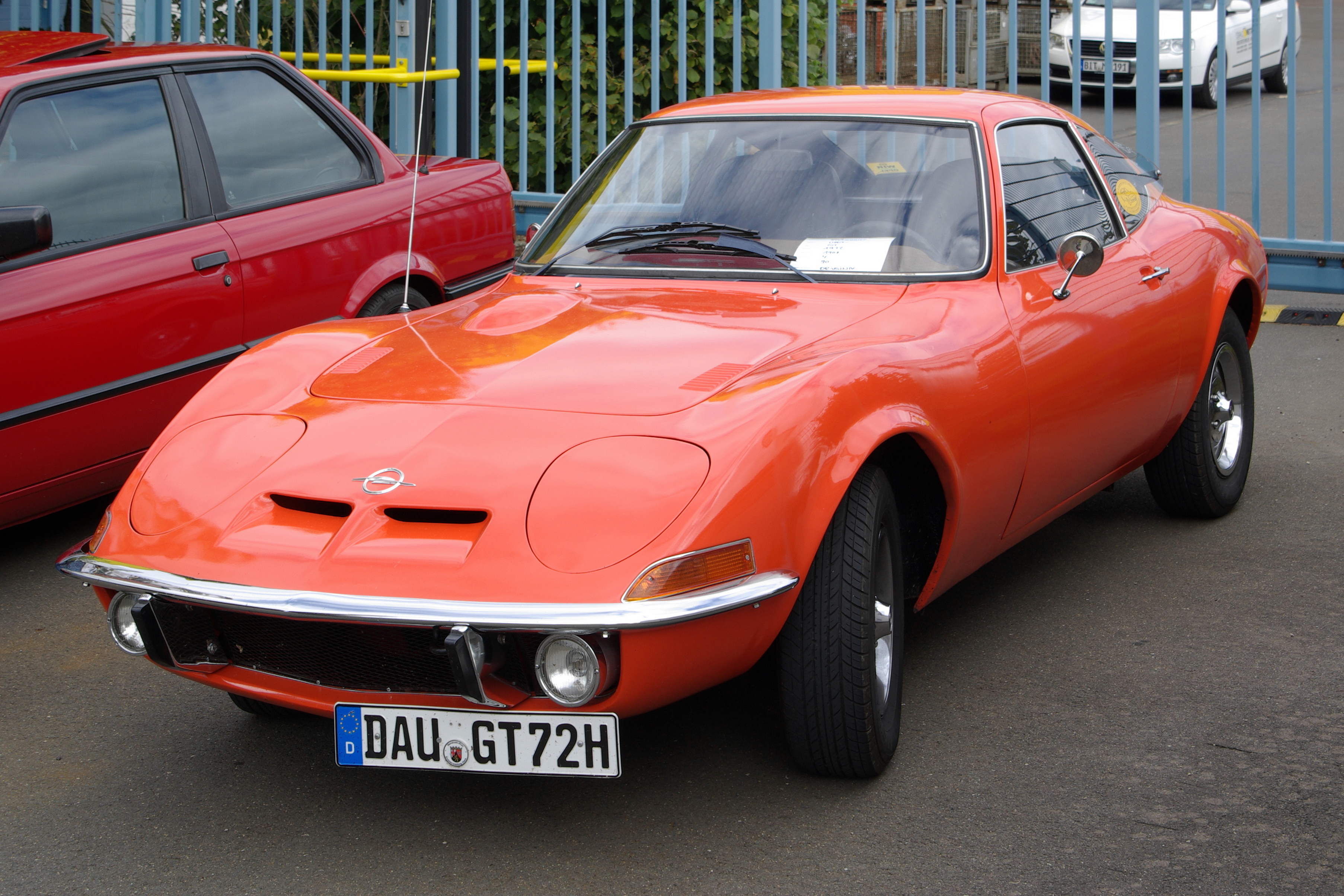
オペル・GT
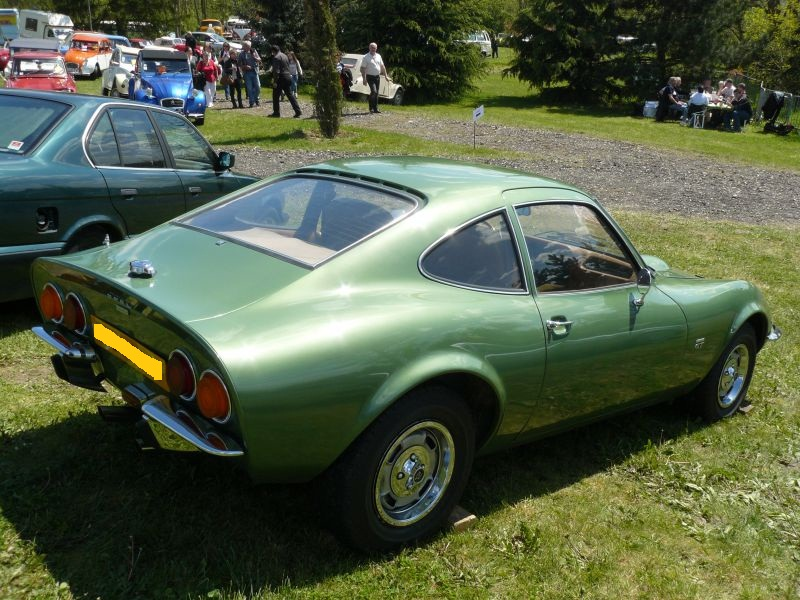
オペル・GT
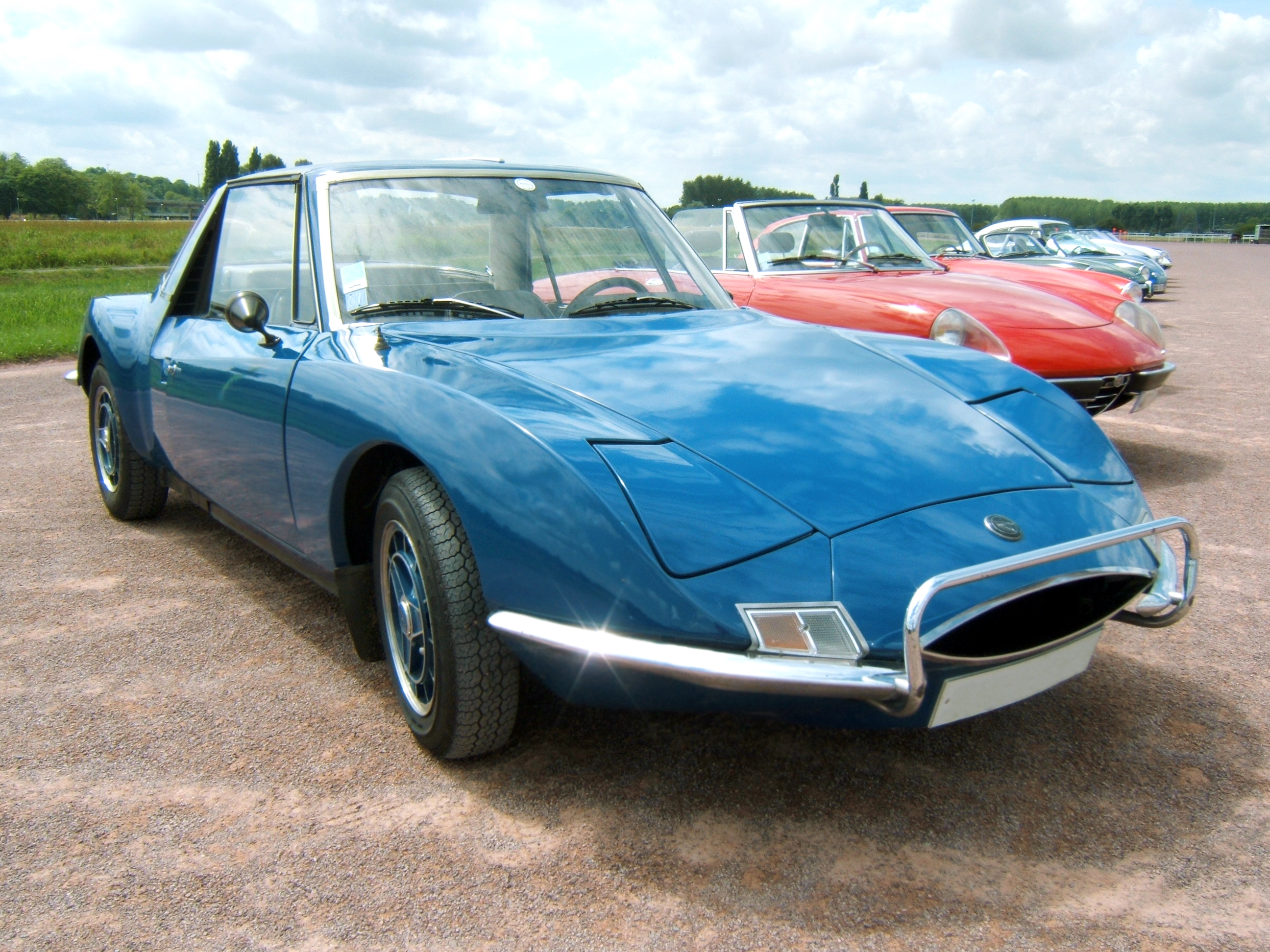
マトラ・M530
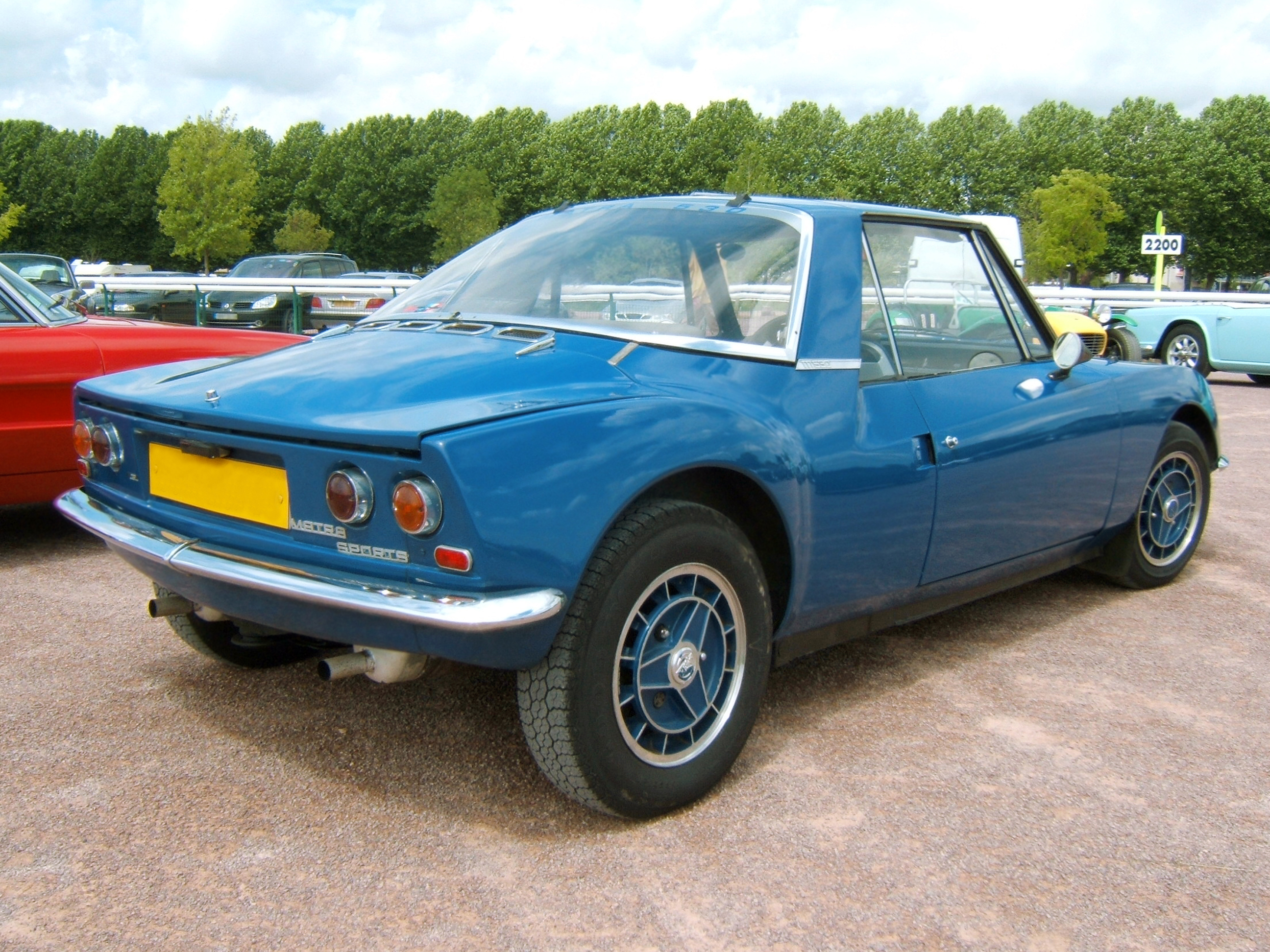
マトラ・M530

- ブリッソノー・カブリオレ
- ブリッソノー・カブリオレ
- ルノー・カラベル
- ルノー・カラベル
- オペル・GT
- オペル・GT
- マトラ・M530
- マトラ・M530